# Педурішу
Педурішу (рум. Pădurișu) — село у повіті Келераш в Румунії. Входить до складу комуни Фрумушань.
Село розташоване на відстані 21 км на південний схід від Бухареста, 82 км на захід від Келераші.

## Населення
За даними перепису населення 2002 року у селі проживали 960 осіб. Рідною мовою 959 осіб (99,9%) назвали румунську.
Національний склад населення села:
| Національність | Кількість осіб | Відсоток |
| -------------- | -------------- | -------- |
| румуни         | 916            | 95,4%    |
| цигани         | 43             | 4,5%     |